# トーカン (製造)
株式会社トーカン（ 英: TOKAN Corporation. ）は、千葉県松戸市にあるゴム製品、及び塗料を製造する企業である。三菱電機グループに属する。社名の由来は、会社設立当時の名称「東洋乾電池」又はその後の名称「東洋高砂乾電池」の略称、「東乾」から。
以前はマンガン乾電池、アルカリ乾電池の製造をしており、自社製品には「LAMINA」というブランド名を使用していた。三菱へのOEMも行っていたが、現在は行っていない。同社のLAMINA 6F22(9V)電池はエフェクター利用者の間では人気の電池であった。JISでの略式記号は「T.T.K.」。

## 沿革
- 1935年（昭和10年）3月 - 東洋乾電池株式会社として設立。
- 1972年（昭和47年） - 東洋高砂乾電池株式会社に社名を変更。
- 1983年（昭和58年）12月 - 工業用ゴム製品の生産を開始。
- 1997年（平成9年） - 商品であるエスカレーター用の移動手すりの色調が累計400種類を突破。
- 2003年（平成15年） - アルカリ一次電池の製造事業をFDKエナジーへ譲渡[2]。
- 2003年（平成15年）2月 - 三菱電機による株式交換により上場廃止。
- 2003年（平成15年）4月 - 社名を株式会社トーカンに変更。